# Saumac
Saumac (Saumacus) fou un rei dels escites de la zona del Bòsfor Cimmeri. Les seves exigencies de tribut al Regne del Bòsfor no van poder ser satisfetes i vers el 108 aC Saumac es va apoderar del regne posant fi a la dinastia espartòquida. El rei Parisades V llavors va cedir la sobirania a Mitridates VI Eupator del regne del Pont, que va enviar una expedició que va eliminar a Saumac (vers 107 aC).